# Peugeot Type 56, 58 e 68
Le Peugeot Type 56, 58 e 68 sono tre modelli di autovettura prodotti tra il 1903 ed il 1905 dalla casa automobilistica francese Peugeot.

## Profilo

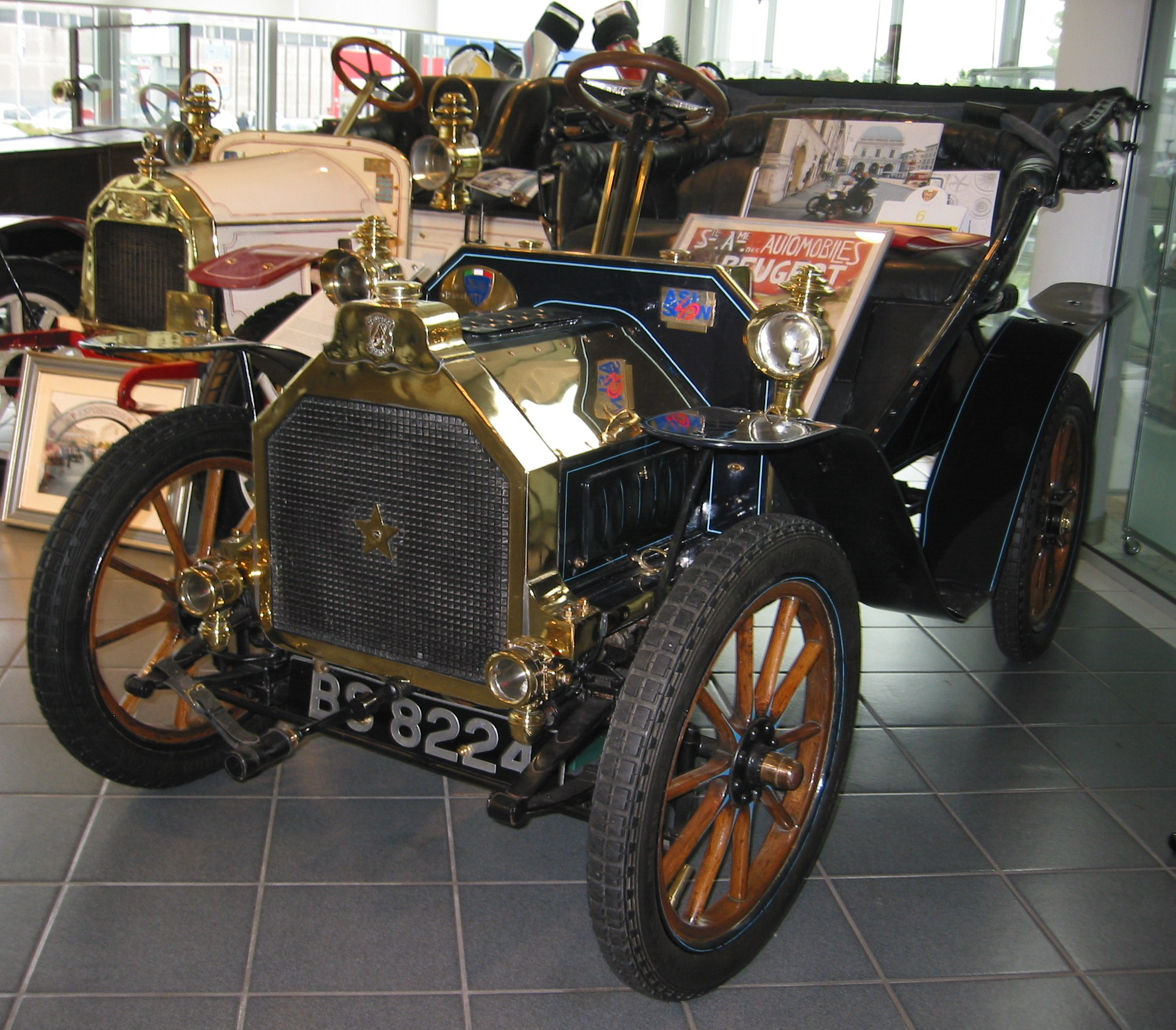
Una Peugeot Type 58 del 1904

Nel 1903, la Type 56 fu chiamata a raccogliere l'eredità delle Type 14, 15 e 25. Era una vettura di classe media, secondo i parametri di classificazione automobilistica dell'epoca. Era proposta con carrozzeria tonneau a 4 posti, per cui aveva anche velleità da vettura familiare, nonostante le dimensioni contenute (2.8 m di lunghezza). Montava un monocilindrico da 833 cm³ in grado di spingerla ad una velocità massima di 40 km/h. Fu prodotta nel solo 1903 in 16 esemplari. Nel 1904, oramai non più in produzione, la Type 56 si guadagnò un riconoscimento ufficiale per le sue doti di economia, riuscendo a percorrere 100 km con soli 5.3 litri di carburante.
La Type 56 fu sostituita nel 1904 dalla Type 58, anch'essa  a quattro posti, ma più lunga di 15 cm rispetto alla progenitrice. La Type 58 condivideva la meccanica con la Type 56, ed anch'essa fu prodotta solamente per un anno, ma arrivando a totalizzare 121 esemplari.
La vettura che doveva sostituire la Type 58 arrivò l'anno seguente e fu denominata Type 68: era una torpedo, la prima Peugeot a proporre tale carrozzeria. Montava un motore leggermente più grande, della cilindrata di 883 cm³. Il corpo vettura, sebbene fosse tornato alle dimensioni della Type 56, proponeva un passo maggiorato e salito a 2 metri di lunghezza, in modo da favorire l'abitabilità nonostante le dimensioni molto contenute. La Type 68 fu prodotta solo nel 1905 in 276 esemplari.